# Nolletia
 Nolletia  Cass., 1825 è un genere di piante angiosperme dicotiledoni della famiglia delle Asteraceae, sottofamiglia Asteroideae, tribù Astereae (Basal grade) e sottotribù Homochrominae.

## Etimologia
Il nome "Nolletia" è stato coniato dal botanico francese Michel Adanson (1727-1806) nel suo lavoro "Familles des Plantes" (1763). Adanson ha scelto questo nome in onore di Pierre-Marie-Auguste Nollet (1700-1770), un botanico francese che fu professore di botanica all'Università di Parigi.
Il nome scientifico del genere è stato definito dal botanico Alexandre Henri Gabriel de Cassini (1781-1832) nella pubblicazione " Dictionnaire des Sciences Naturelles, dans lequel on traite méthodiquement des différens êtres de la nature, considérés soit en eux-mêmes, d'aprés l'état actuel de nos connoissances, soit relativement à l'utilité quén peuvent retirer la médecine, l'agriculture, le commerce et les arts. Strasbourg. Edition 2" (  Dict. Sci. Nat., ed. 2. [F. Cuvier] 37: 479 ) del 1825.

## Descrizione

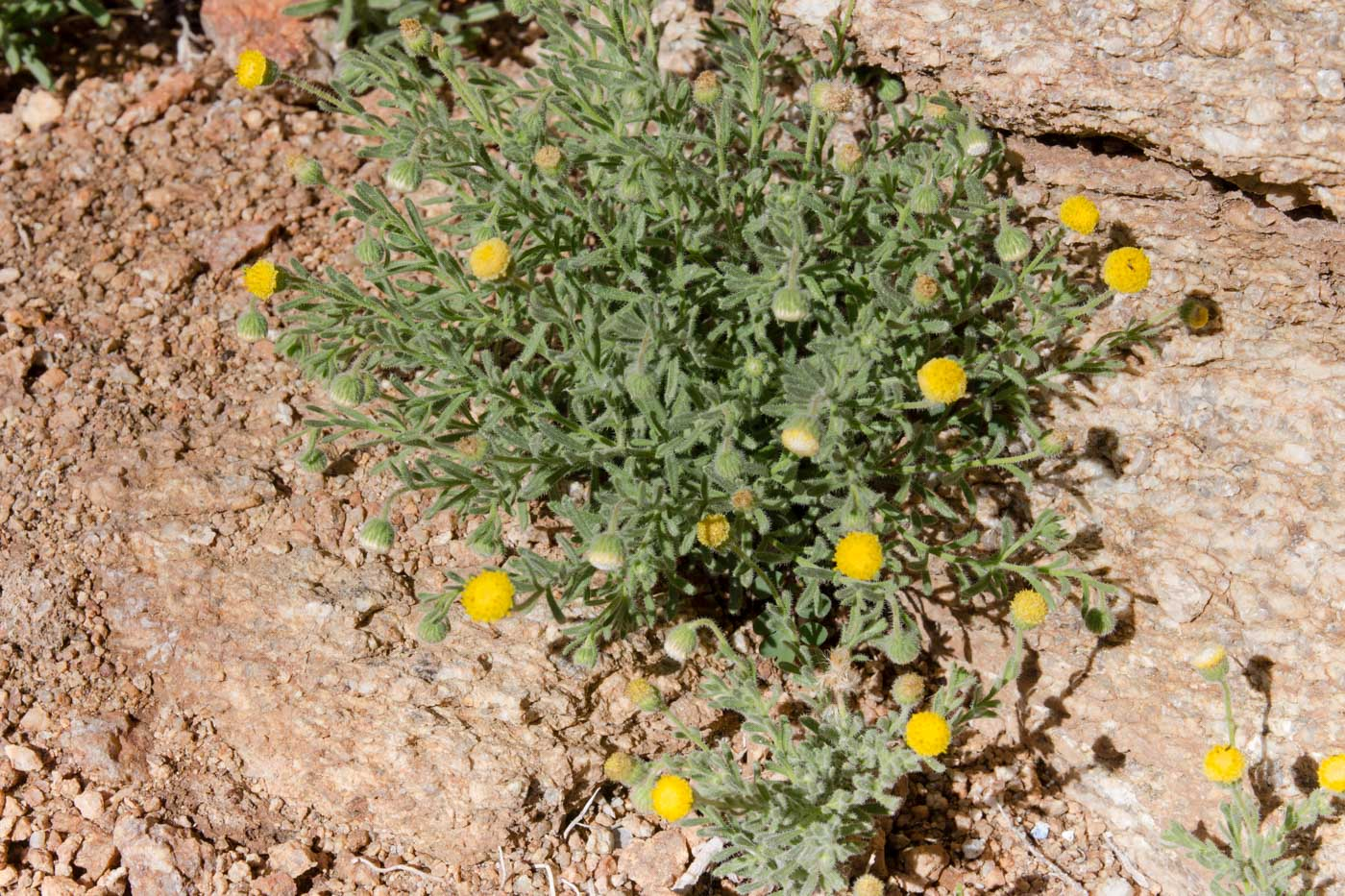
Il portamento
Nolletia gariepina

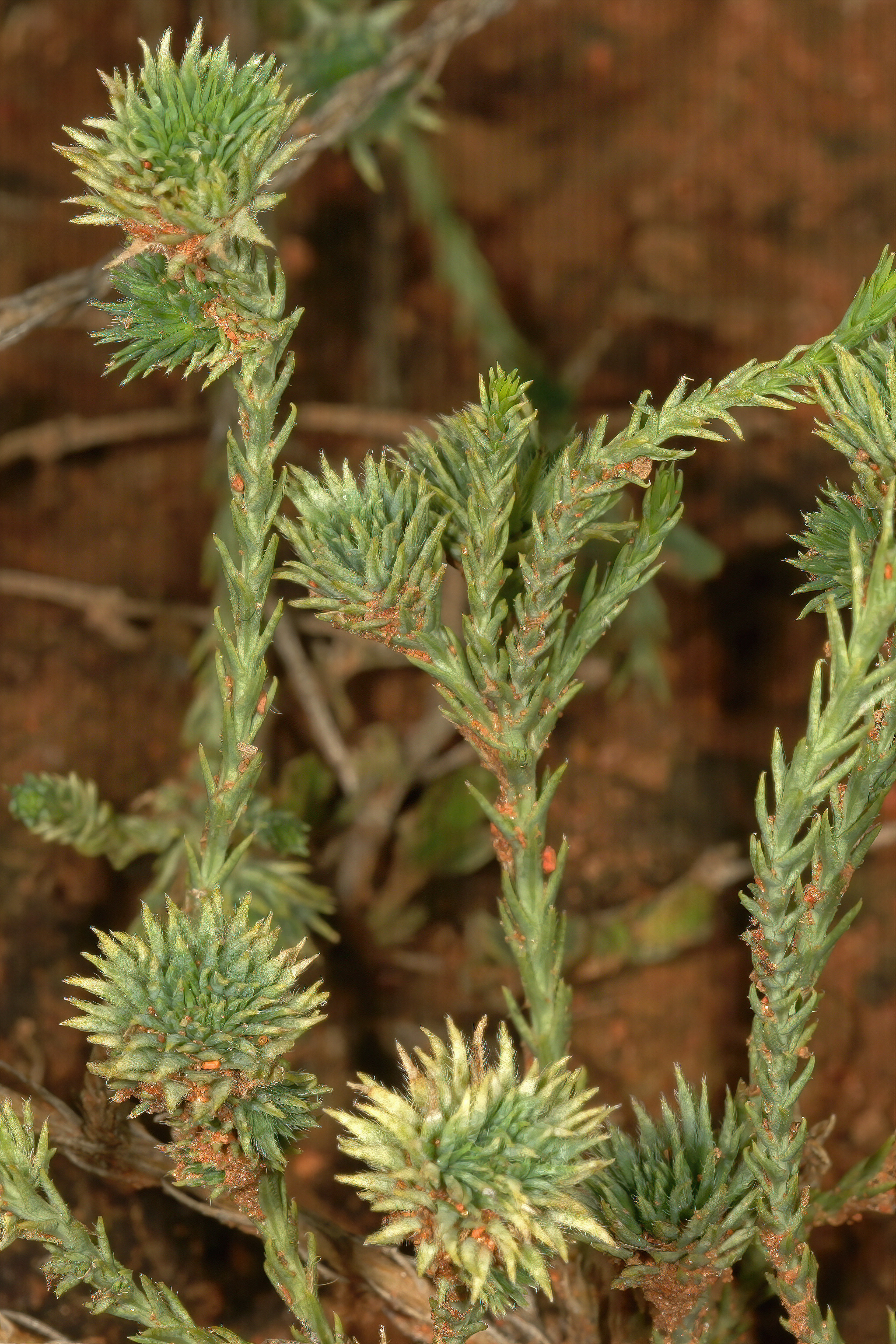
Le foglie
Nolletia ciliaris

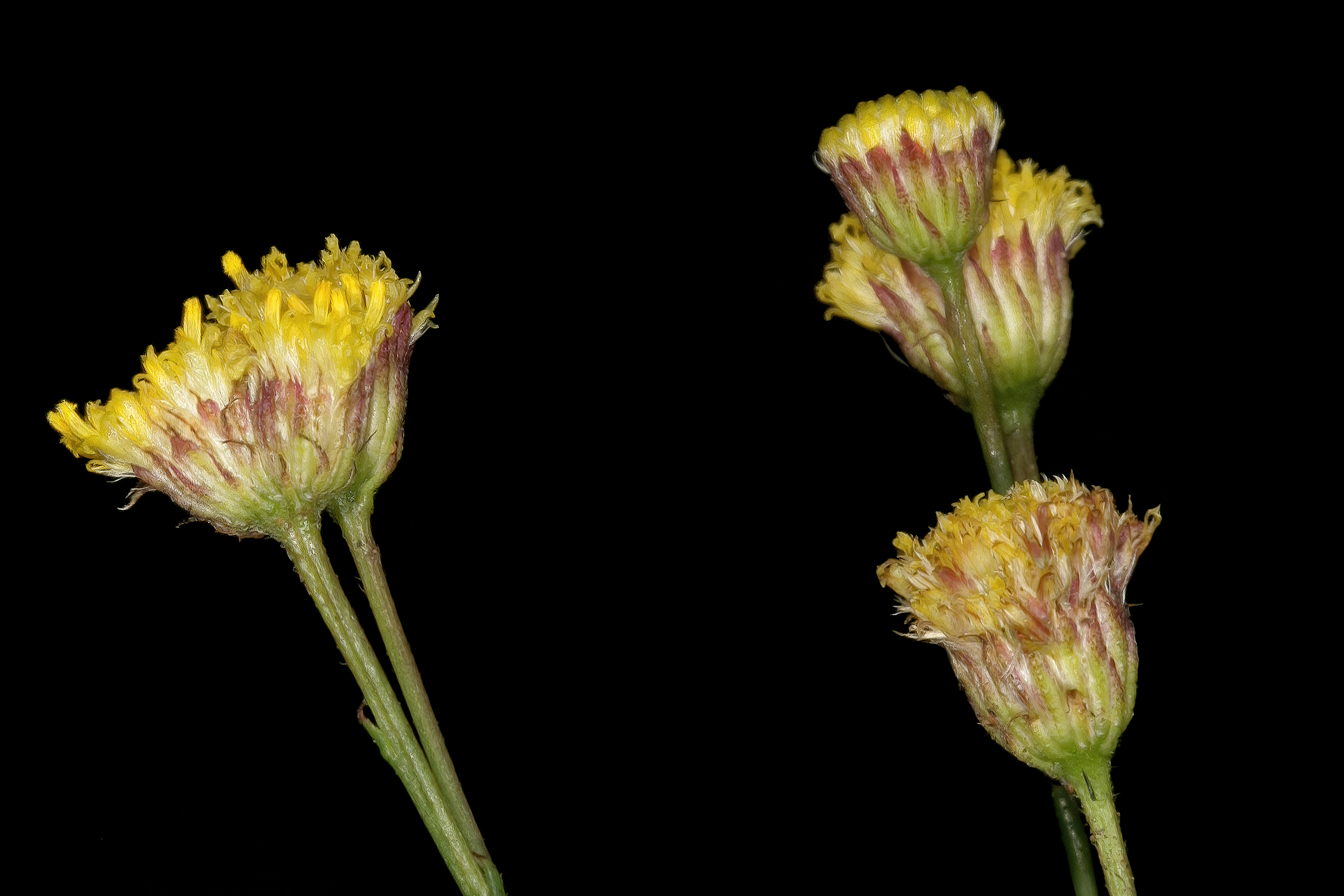
Infiorescenza
Nolletia rarifolia

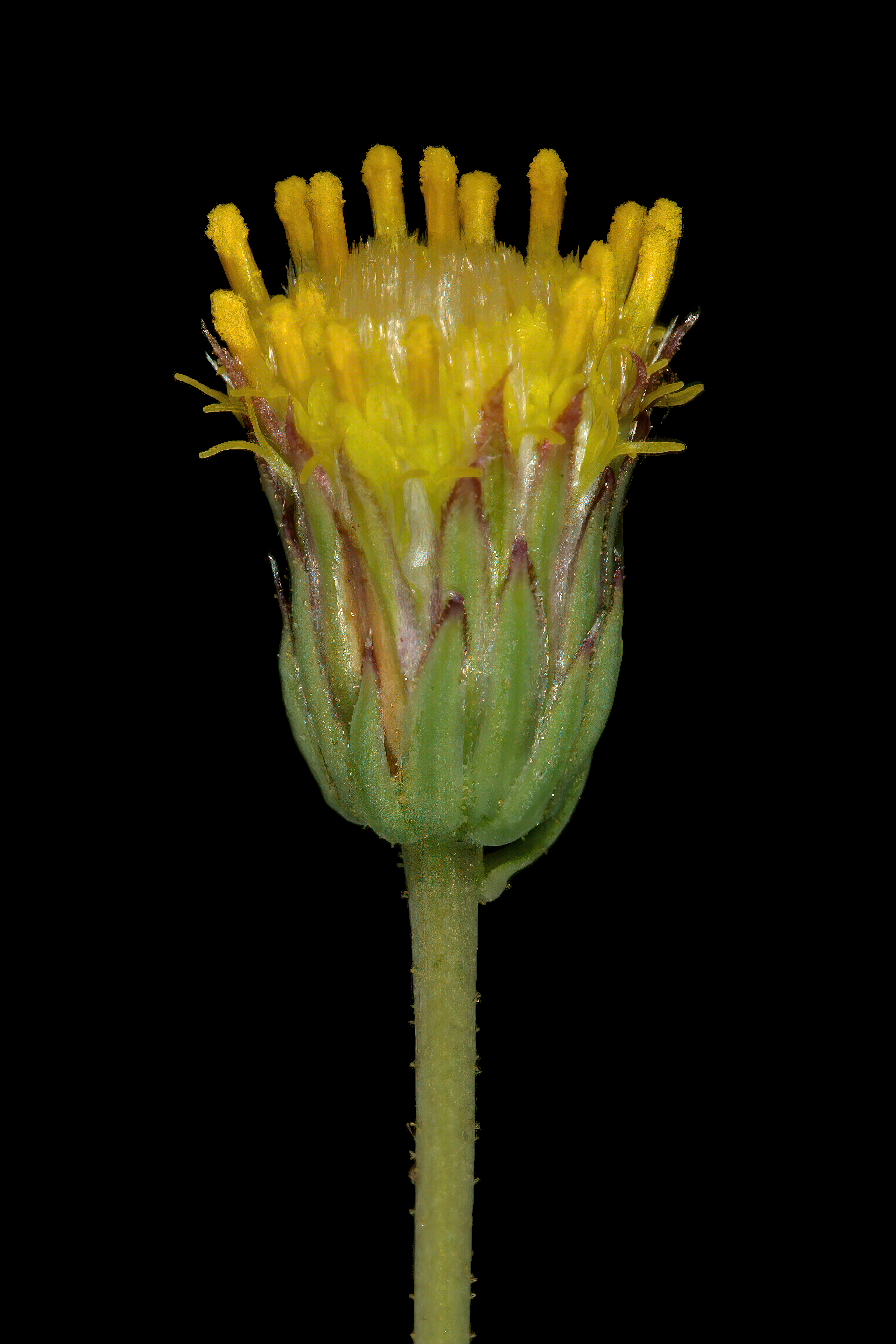
I fiori
Nolletia ciliaris

Portamento. Le specie di questo genere sono delle erbe (a ciclo biologico perenne) o arbusti. L'indumento può essere glabro, strigoso (pelosità volta in un unico verso), irsuto (peli ispidi) o raramente può essere stipitato-ghiandoloso.
Fusto. La parte aerea in genere è eretta, semplice o ramosa. 
Foglie. Le foglie in genere sono disposte in modo alternato e sono sessili. La lamina è intera con forme da lineari a subulate.
Infiorescenza. Le sinflorescenze sono solitarie che formate da alcuni capolini raccolti in formazioni corimbose. Le infiorescenze vere e proprie sono composte da un capolino lungamente peduncolato di tipo radiato con fiori eterogami. I capolini sono formati da un involucro, con forme emisferiche, composto da diverse brattee, al cui interno un ricettacolo fa da base ai fiori di due tipi: fiori del raggio e fiori del disco. Le brattee, con forme da lineari a oblanceolate-lineari con da apici acuti a acuminati, a consistenza erbacea e con bordi ialini, sono disposte in modo più o meno embricato su alcune serie. Il ricettacolo in genere è nudo ossia senza pagliette a protezione della base dei fiori; la forma è piatta o da convessa a conica.
Fiori.  I fiori sono tetra-ciclici (formati cioè da 4 verticilli: calice – corolla – androceo – gineceo) e pentameri (calice e corolla formati da 5 elementi). Si distinguono in:
- fiori del raggio (esterni): sono femminili e sono disposti su una sola serie; la forma è ligulata (zigomorfa);
- fiori del disco (centrali): sono più numerosi con forme tubulose (attinomorfe); sono ermafroditi o (raramente) funzionalmente maschili.

- Formula fiorale:

*/x K {\displaystyle \infty }, [C (5), A (5)], G 2 (infero), achenio
- Calice: i sepali del calice sono ridotti ad una coroncina di squame.

- Corolla: la forma della corolla alla base è più o meno imbutiforme, mentre all'apice è ligulata di aspetto fimbriato o a 2 - 3 denti (i fiori del raggio) o tubolare con 5 (raramente 4) lobi (i fiori del disco); i lobi, patenti o eretti, hanno una forma più o meno triangolare. I colori della corolla sono giallo e varietà.

- Androceo: l'androceo è formato da 5 stami sorretti da filamenti generalmente liberi; gli stami sono connati e formano un manicotto circondante lo stilo; le teche (produttrici del polline) alla base sono troncate e sono lievemente auricolate (molto raramente sono speronate o hanno una coda); le appendici apicali delle antere hanno delle forme piatte e lanceolate; il tessuto endoteciale (rivestimento interno dell'antera) è quasi sempre polarizzato (con due superfici distinte: una verso l'esterno e una verso l'interno). Il polline è sferico con un diametro medio di circa 25 micron;  è tricolporato (con tre aperture sia di tipo a fessura che tipo isodiametrica o poro) ed è echinato (con punte sporgenti).[10][12]

- Gineceo: l'ovario è infero uniloculare formato da 2 carpelli.[6] Lo stilo (il recettore del polline) è profondamente bifido (con due stigmi divergenti) e con le linee stigmatiche marginali separate.[13] I due bracci dello stilo hanno una forma lineare e possono essere papillosi o ricoperti da ciuffi di peli.

Frutti. I frutti sono degli acheni con pappo (raramente è assente); in alcune specie è presente un certo dimorfismo (gli acheni dei fiori del raggio differiscono dagli acheni dei fiori del disco);
- achenio: gli acheni, con forme ellissoidi, sono lateralmente compressi; la superficie è cosparsa da setole strigose; la parete dell'achenio è formata da celle contenenti rafidi ma prive di fitomelanina; il carpoforo normalmente è anulare; in alcuni casi sulla superficie del frutto sono presenti delle setole con punte a forma di ancora;
- pappo: il pappo, snello e caduco, è formato da una serie di setole.

## Biologia
Impollinazione: l'impollinazione avviene tramite insetti (impollinazione entomogama tramite farfalle diurne e notturne).

Riproduzione: la fecondazione avviene fondamentalmente tramite l'impollinazione dei fiori (vedi sopra).

Dispersione: i semi (gli acheni) cadendo a terra sono successivamente dispersi soprattutto da insetti tipo formiche (disseminazione mirmecoria). In questo tipo di piante avviene anche un altro tipo di dispersione: zoocoria. Infatti gli uncini delle brattee dell'involucro (se presenti) si agganciano ai peli degli animali di passaggio disperdendo così anche su lunghe distanze i semi della pianta. Inoltre per merito del pappo il vento può trasportare i semi anche a distanza di alcuni chilometri (disseminazione anemocora).

## Distribuzione e habitat
Le specie di questo genere sono distribuite in Africa meridionale e nord-occidentale .

## Sistematica
La famiglia di appartenenza di questa voce (Asteraceae o Compositae, nomen conservandum) probabilmente originaria del Sud America, è la più numerosa del mondo vegetale, comprende oltre 23.000 specie distribuite su 1.535 generi, oppure 22.750 specie e 1.530 generi secondo altre fonti (una delle checklist più aggiornata elenca fino a 1.679 generi). La famiglia attualmente (2021) è divisa in 16 sottofamiglie; la sottofamiglia Asteroideae è una di queste e rappresenta l'evoluzione più recente di tutta la famiglia.

### Filogenesi
La tribù Astereae comprende circa 40 sottotribù. In base alle ultime ricerche nella tribù sono stati individuati (provvisoriamente) 5 principali lignaggi:
- Basal grade: include alcuni generi isolati, il gruppo "South American-Oceania",  alcune sottotribù africane e il gruppo dei generi legnosi del Madagascar.
- Bellis lineage: comprende le sottotribù eurasiatiche e una sottotribù africana.
- Aster lineage: include i generi asiatici di Asterinae e i principali gruppi dell'Australia e dell'Oceania.
- Baccharis lineage: include alcuni gruppi sudamericani.
- North American lineage: include la vasta gamma di sottotribù del Nordamerica, Messico e alcuni gruppi distribuiti nel Sudamerica.

Il genere  Nolletia (insieme alla sottotribù Homochrominae) è incluso nel Basal grade. In particolare Homochrominae fa parte del sottogruppo relativo agli areali dell'"Africa/Madagascar/Asia sud-est".  La sottotribù è suddivisa in due gruppi: (1) Amellus group: è il gruppo principale (o continentale) e comprende la maggior parte dei generi; (2) Commidendrum group: comprende solamente due generi (Commidendrum - Melanodendron) endemici dell'isola di St. Helena. Il genere di questa voce fa parte del primo gruppo.
I caratteri distintivi del genere di questa voce sono:
- le foglie hanno una disposizione alternata;
- i fiori del disco sono ermafroditi o funzionalmente maschili;
- le facce dell'achenio appaiono butterate e ghiandolose.

### Elenco delle specie
Questo genere ha 14 specie:
- Nolletia annemarieae P.P.J.Herman
- Nolletia annetjieae  P.P.J.Herman
- Nolletia arenosa  O.Hoffm.
- Nolletia chrysocomoides  (Desf.) Cass. ex Less.
- Nolletia ciliaris  Steetz
- Nolletia ericoides  Merxm.
- Nolletia gariepina  Mattf.
- Nolletia jeanettae  P.P.J.Herman
- Nolletia rarifolia  Steetz
- Nolletia ruderalis  Hilliard
- Nolletia tenuifolia  Mattf.
- Nolletia vanhoepeniae  P.P.J.Herman
- Nolletia welmaniae  P.P.J.Herman
- Nolletia zambesica  R.E.Fr.

### Sinonimi
Sono elencati alcuni sinonimi per questa entità:
- Leptothamnus DC.